# Cell (película)
Cell (titulada: El pulso: La llamada del apocalipsis en Hispanoamérica y Conexión mortal en España y México) es una película estadounidense de terror dirigida por Tod Williams. La película, con guion de Stephen King y Adam Alleca, está basada en la novela homónima de King. La película está protagonizada por John Cusack, Samuel L. Jackson e Isabelle Fuhrman. Cusack y Jackson también aparecieron en la adaptación cinematográfica del cuento de King, 1408. La película se estrenó en Estados Unidos el 10 de junio de 2016.

## Argumento
Clayton "Clay" Riddell (John Cusack) es un artista desilusionado, quien un año antes abandonó a su esposa, Sharon (Clark Sarullo) y su hijo, Johnny (Ethan Andrew Casto), con la esperanza de vivir su sueño de publicar una novela gráfica "El Caminante Oscuro". En el Aeropuerto Internacional de Boston, Riddell está intentando abordar un vuelo con la esperanza de reconciliarse con su familia. La batería de su teléfono celular se agota y se ve obligado a usar un teléfono público para reconectarse con Sharon. De repente, una misteriosa señal electrónica llamada "El Pulso" se transmite a través de los teléfonos móviles en todo el mundo, los usuarios son reprogramados de forma instantánea y peligrosa convirtiéndolos en zombis rabiosos llamados "telefónicos". Riddell logra escapar del caos en la terminal, y es rescatado por un grupo de sobrevivientes en un vagón del metro. El conductor del tren, Thomas "Tom" McCourt (Samuel L. Jackson) sugiere abandonar el tren y viajar a través de los túneles, debido al apagón que la central cortó la electricidad. Riddell está de acuerdo y cerca de la salida del túnel, su compañero es apuñalado hasta la muerte por un hombre infectado, y los dos escapan a la calle de arriba. Riddell lleva a Tom a su apartamento para esconderse y considerar sus opciones. Esa noche, las dos se unen a Alice Maxwell (Isabelle Fuhrman), una vecina adolescente de Riddell que lleva un vestido empapado en sangre y confiesa que ella mató a su madre en defensa propia. Los dos la toman y deciden escapar de Boston.
Dirigiéndose hacia el norte a través de Nueva Inglaterra para encontrar a Sharon y Johnny, Riddell y los otros dos evitan a los "telefónicos" que han cesado colectivamente toda la violencia contra los infectados, atacando solo a personas normales, debido a que se han reunido en rebaños o manadas. Después de adquirir las armas de una casa, se encuentran con un solo niño que se revela que es un tonto. Le disparan y matan, pero un rebaño cercano persigue a los tres a un río cercano. Escondiéndose de los infectados, observan que el rebaño (a la puesta del sol) emite señales misteriosas de la boca y luego se van como grupo.
Finalmente, los tres llegan a una escuela privada con solo dos sobrevivientes restantes; Charles Ardai (Stacy Keach), el exdirector y un estudiante becado, Jordan (Owen Teague). Discutiendo el giro de los eventos, Ardai postula que los "telefónicos" han desarrollado una mente colmena (como hormigas o abejas) y son telepáticos. Él cree que una guerra entre los sobrevivientes de "El Pulso" y los ahora cambiados "telefonistas" es inevitable y sugiere un primer ataque. Él les revela a los demás que una bandada de cientos de personas infectadas ahora están descansando en el campo atlético de la escuela, algunos de los cuales emiten señales de su boca mientras duermen. Ardai tiene un plan para usar los surtidores de gasolina del estadio y un camión para apagar al grupo y quemarlos. Los otros acuerdan ayudar con el plan.
El plan va bien, con Riddell y Tom superando a los "falsificadores" inconscientes que Ardai incendia. Algunos de los telefónicos intentan huir de las llamas, pero son asesinados por los demás. Desafortunadamente, una línea de fuego de regreso al camión hace que explote, matando a Ardai en el proceso. El grupo (ahora unido por Jordan) reanuda su peregrinación al norte. Al refugiarse en un teatro abandonado, los cuatro sueñan con un hombre de aspecto irregular con una sudadera roja que se conoce como "El Hombre Andrajoso".
Días más tarde, notan un signo críptico "Kashwak = No-fo" y se encuentran con un grupo de sobrevivientes en un bar de la carretera. Se reveló que Kashwak es un parque estatal en Maine, y el grupo le dice a Riddell y los demás que no hay servicio celular por ahí. Los sobrevivientes del bar indican un plan para viajar allí, y el grupo de Riddell acepta acompañarlos. Pasan la noche relajados y de fiesta dentro del bar. Más tarde, a la mañana siguiente, Sally (Catherine Dyer) se despierta y luego es infectada por un grupo de afuera, que ahora puede transmitir "El Pulso" a través de la boca. El grupo ataca a Tom y Jordan. Tom es atacado por un ser infectado. Alice lo salva disparándole dos veces. Luego es golpeada en la cabeza por el bate de béisbol de Sally. Tom fatalmente dispara a Sally. El grupo lleva a Alice afuera a un árbol para enterrarla donde ella sucumbe a su herida en la cabeza.
Continuando, el grupo se encontrará con Ray Huizenga (Anthony Reynolds) y Denise (Erin Elizabeth Burns). Revelan que Kashwak es en realidad una trampa tendida por El Hombre Andrajoso. Ray le confía a Riddell que ha colocado explosivos en su camión, y quiere que Riddell vaya a Kashwak para detonarlo. Ray se suicida para evitar que El Hombre Andrajoso lea su mente. El grupo llega a la casa de Sharon y descubre que Sharon ya se ha convertido en un "telefónico". Riddell encuentra una nota de Johnny en el refrigerador que indica que está en el parque Kashwak. Riddell ordena a los demás que continúen hacia el norte mientras conduce solo a Kashwak, con la intención de localizar a Johnny. En el parque, Riddell encuentra miles de "telefónicos" corriendo en un círculo gigante alrededor de una enorme torre de comunicaciones con  El Hombre Andrajoso esperando en el centro. Riddell lo mata, entonces comienza a escuchar a su hijo llamándolo entre el rebaño de personas. Riddell no lo localiza y, mientras resuelve seguir con el plan, Johnny aparece ante él. Su hijo intenta infectar a Riddell con la señal, pero dispara una bomba que explota la torre y se mata a sí mismo y a los demás.
Entonces se revela que la explosión fue una ilusión. Riddell, de hecho, ha sido infectado por "El Pulso" y se está ejecutando en el círculo alrededor de la torre y El Hombre Andrajoso sale ileso.

## Reparto
- John Cusack como Clayton "Clay" Riddell.
- Samuel L. Jackson como Thomas "Tom" McCourt.
- Isabelle Fuhrman como Alice Maxwell.
- Stacy Keach como Charles Ardai.
- Owen Teague como Jordan.
- Clark Sarullo como Sharon Riddell.
- Ethan Andrew Casto como John "Johnny" Riddell.
- Anthony Reynolds como Ray Huizenga.
- Erin Elizabeth Burns como Denise Link.
- Alex ter Avest como Chloe.
- Catherine Dyer como Sally.
- E. Roger Mitchell como Roscoe.

## Producción
John Cusack fue el primer actor en anunciar que se unió al elenco de la película en octubre de 2012. Samuel L. Jackson fue incluido al reparto para interpretar el papel de Tom McCourt en noviembre de 2013. Isabelle Fuhrman fue anunciada como Alice Maxwell el 5 de febrero de 2014. Al día siguiente Stacy Keach fue incluido en un papel sin especificar.
El rodaje tuvo lugar en enero de 2014 en más de 25 días en Atlanta, Georgia.

## Crítica
Cell ha recibido críticas generalmente negativas.
En Rotten Tomatoes, la película tiene un índice de aprobación del 11% basado en 47 reseñas.
En Metacritic, la película tiene una puntuación estándar de 38 sobre 100 basado en 15 reseñas, lo que indica "críticas desfavorables".